# Zespół Filmowy Oko
Studio Filmowe Oko (dawniej Zespół Filmowy Oko) – polskie studio produkcji filmów, powstałe 1 stycznia 1984.
Do 30 września 1989 studio działało jako Zespół Filmowy Oko. Na skutek zmian polityczno-społecznych po przełomie 1989 roku PRF „Zespoły Filmowe” uległy przekształceniu. W 2011 roku studio połączyło się ze Studiem Filmowym Kadr.

## Filmografia
Filmy telewizyjne:
- 1984: Jajo, reż. Konrad Szołajski
- 1984: Jak się pozbyć czarnego kota, reż. Feridun Erol
- 1984: Jeździec na siwym koniu, reż. Klaus Gendries
- 1984: Powinowactwo, reż. Waldemar Krzystek
- 1984: Umarłem, aby żyć, reż. Stanisław Jędryka
- 1985: Czarny kot, reż. Feridun Erol[potrzebny przypis]
- 1985: Dom Sary, reż. Zygmunt Lech
- 1985: Jesienią o szczęściu, reż. Stanisław Jędryka
- 1985: Klatka, reż. Michał Maryniarczyk
- 1985: Problemat profesora Czelawy, reż. Zygmunt Lech
- 1986: Kino objazdowe, reż. Stanisław Jędryka
- 1986: Pies na środku drogi, reż. Stanisław Jędryka
- 1986: Tango z kaszlem, reż. Jerzy Kołodziejczyk
- 1987: Dondula, reż. Paweł Trzaska
- 1987: Jedenaste przykazanie, reż. Andrzej Kondratiuk
- 1987: Sami dla siebie, reż. Stanisław Jędryka
- 1998: Koniec świata, reż. Dorota Kędzierzawska
- 1988: Powrót do Polski, reż. Paweł Pitera
- 1988: Z soboty na poniedziałek, reż. Marek Wałaszek
- 1989: Pomiędzy wilki, reż. Juliusz Janicki
- 1989: Po własnym pogrzebie, reż. Stanisław Jędryka
- 1989: Urodzony po raz trzeci, reż. Stanisław Jędryka
- 1989: Wiatraki z Ranley, reż. Juliusz Janicki

Seriale:
- 1984: Przybłęda, reż. Włodzimierz Haupe
- 1985: Oko proroka czyli Hanusz Bystry i jego przygody, reż. Paweł Komorowski
- 1985: Przyłbice i kaptury, reż. Marek Piestrak
- 1986: Na kłopoty… Bednarski, reż. Paweł Pitera
- 1986: Tulipan, reż. Janusz Dymek
- 1988: Banda Rudego Pająka, reż. Stanisław Jędryka
- 1989: Akwen Eldorado, reż. Andrzej Swat
- 1989: Kanclerz, reż. Ryszard Ber
- 1990: Dziewczyna z Mazur, reż. Julian Dziedzina
- 1990: W piątą stronę świata, reż. Julian Dziedzina
- 2008: U Pana Boga w ogródku, reż. Jacek Bromski

Fabuły pełnometrażowe:
- 1984: Kobieta z prowincji, reż. Andrzej Barański
- 1984: Przeklęte oko proroka, reż. Paweł Komorowski
- 1984: Trzy stopy nad ziemią, reż. Jan Kidawa-Błoński
- 1985: Och, Karol, reż. Roman Załuski
- 1985: Sezon na bażanty, reż. Wiesław Saniewski
- 1985: Stanisław i Anna, reż. Kazimierz Konrad, Piotr Stefaniak
- 1986: Porwanie, reż. Stanisław Jędryka
- 1986: Głód serca, reż. Roman Załuski
- 1986: Inna wyspa, reż. Grażyna Kędzielawska
- 1986: Nikt nie jest winien, reż. Roman Załuski
- 1987: Klątwa Doliny Węży, reż. Marek Piestrak
- 1987: Tabu, reż. Andrzej Barański
- 1988: Kogel-Mogel, reż. Roman Załuski
- 1989: Co lubią tygrysy, reż. Krzysztof Nowak
- 1989: Czarny wąwóz, reż. Janusz Majewski
- 1989: Galimatias, czyli kogel-mogel II, reż. Roman Załuski
- 1989: Stan strachu, reż. Janusz Kijowski
- 1989: Żelazną ręką, reż. Ryszard Ber
- 1990: Kramarz, reż. Andrzej Barański
- 1990: Powrót wilczycy, reż. Marek Piestrak
- 1991: Trzy dni bez wyroku, reż. Wojciech Wójcik
- 1991: Nad rzeką, której nie ma, reż. Andrzej Barański
- 1991: Niech żyje miłość, reż. Ryszard Ber
- 1992: Kawalerskie życie na obczyźnie, reż. Andrzej Barański
- 1992: Łza księcia ciemności, reż. Marek Piestrak
- 1992: Smacznego, telewizorku, reż. Paweł Trzaska
- 1994: Wrony, reż. Dorota Kędzierzawska
- 1996: Ucieczka, reż. Livia Gyarmathy
- 1998: U Pana Boga za piecem, reż. Jacek Bromski
- 2000: Król sokołów / Skoliar Tomas, reż. Vaclav Vorlicek
- 2000: To ja, złodziej, reż. Jacek Bromski
- 2003: Show, reż. Maciej Ślesicki
- 2007: Ogród Luizy, reż. Maciej Wojtyszko (koprodukcja)
- 2007: U Pana Boga w ogródku, reż. Jacek Bromski
- 2009: U Pana Boga za miedzą, reż. Jacek Bromski
- 2009: Galerianki, reż. Katarzyna Rosłaniec (koprodukcja)